# Daniel Fonseca
Daniel Fonseca Garis, född den 13 september 1969 i Montevideo, Uruguay, är en uruguayansk före detta fotbollsspelare (anfallare).

## Karriär
Fonseca spelade för Nacional i hemlandet som ung, innan han vid 21 års ålder lämnade Uruguay för att bli proffs i Cagliari i Serie A. Fonsecas två säsonger i Cagliari var lyckade, då han gjorde 17 mål på 50 matcher som vänsterytter. Napoli sökte med ljus och lykta efter en anfallare som kunde ta över efter åldrande Careca på topp, och vara Gianfranco Zolas anfallspartner. Valet föll på Fonseca, som under sina två år i Neapel gjorde 31 mål på 58 matcher i ligan, samt fem mål i en enda match mot Valencia i UEFA-cupen.
Sommaren 1994 såldes Fonseca tillsammans med klubbkamraten Jonas Thern till Roma, där han tillbringade perioden 1994-1997. Inte heller där lyckades han vara med och vinna ligatiteln, och hans målsnitt var inte lika övertygande som i Napoli. Dessutom hade han stora problem med skador, vilket hindrade honom från att spela hela säsonger. Efter tre säsonger beslutade sig Roma för att acceptera ett bud från Juventus på Fonseca, och därmed hamnade han i sin fjärde italienska klubb. 
I Juventus var Fonseca med och vann Serie A 1998, men hade fortsatta skadeproblem och kunde inte få ut det bästa av sitt spel. Under sin tid i Turin gjorde Fonseca inte mer än ett ligamål var fjärde match, vilket inte är ett acceptabelt facit för en anfallare i storklubben. Han var skadad hela säsongen 1999-2000, vilket ledde till att han fick lämna klubben för argentinska River Plate, där skadeproblemen fortsatte, även om han vann en argentinsk ligatitel. 
Fonseca avslutade sin karriär i storsatsande Como, där han mest satt på bänken när laget gick upp till Serie A 2002. Efter att inte ha fått chansen att spela nämnvärt efteråt heller, valde Fonseca att avsluta sin karriär. Efter alla skadeproblem var han inte längre samma spelare, och utan dessa hade han kunnat lyckas mycket bättre efter att ha lämnat Napoli.

## Meriter

### Klubblag
Nacional
- Copa Libertadores: 1988
- Recopa Sudamericana: 1989

Juventus
- Serie A: 1997, 1998
- Italienska supercupen: 1997

### Internationellt
Uruguay
- Copa América: 1995